# María del Carmen González Guinda
María del Carmen González Guinda, née le 28 janvier 1961, est une femme politique espagnole membre du Parti populaire (PP).
Elle est élue députée de la circonscription de León lors des élections générales de décembre 2015.

## Biographie

### Vie privée
Elle est mariée et mère de quatre enfants.

### Études et profession
Elle réalise ses études supérieures à l'université de Valladolid où elle obtient une licence en sciences physiques. Professeure de l'enseignement secondaire, elle enseigne la physique et la chimie.

### Maire de Garrafe de Torío
Elle se présente comme cheffe de file du Parti populaire à Garrafe de Torío à l'occasion des élections municipales de mai 2007. Sa liste vire en tête avec 33,51 % des voix et remporte quatre mandats juste devant celle du PSOE qui obtient trois mandats sur les neuf à pourvoir. Elle est alors investie maire de la ville le 16 juin suivant à la majorité simple. Elle est cependant renversée 18 mois plus tard après l'alliance des trois autres partis d'opposition. Elle postule à nouveau lors des élections locales de mai 2011 et récupère son fauteuil de maire en obtenant le même nombre de mandats. Elle est reconduite dans ses fonctions exécutives après le scrutin de mai 2015.

### Députée au Congrès
Dans le cadre des élections générales de décembre 2015, elle est investie en troisième position sur la liste d'Eduardo Fernández García dans la circonscription de León,,. En obtenant 35,6 % des suffrages exprimés, la liste ne remporte que deux des cinq mandats en jeu, attribués à Fernández García et à l'ex vice-maire de Madrid, Manuel Cobo. Victime de problèmes médicaux, ce dernier renonce toutefois à son mandat avant même l'ouverture de la législature et permet à Carmen González Guinda d'occuper un siège au Congrès des députés,. Membre de la commission de l'Égalité et de la commission des Politiques d'intégration du handicap, elle est choisie comme porte-parole adjointe à la commission de l'Éducation et du Sport.
Elle remporte un nouveau mandat parlementaire lors du scrutin législatif anticipé de juin 2016 auquel elle concourt en deuxième position. Intégrant les commissions de la Transition écologique, de l'Égalité et du Suivi et de l'Évaluation des accords du pacte contre la violence de genre, elle est confirmée comme adjointe à la commission de l'Éducation et de la Formation professionnelle.